# Coppa del Mondo di sci di fondo 2018
La Coppa del Mondo di sci di fondo 2018 è stata la trentasettesima edizione della manifestazione organizzata dalla Federazione Internazionale Sci; è iniziata il 24 novembre 2017 a Kuusamo, in Finlandia, e si è conclusa il 18 marzo 2018 a Falun, in Svezia. Nel corso della stagione si sono svolti a Pyeongchang i XXIII Giochi olimpici invernali, non validi ai fini della Coppa del Mondo, il cui calendario ha contemplato dunque un'interruzione nel mese di febbraio.
In campo sia maschile sia femminile sono state disputate 18 gare individuali (8 di distanza, 7 sprint, 3 competizioni intermedie a tappe) e 1 a sprint squadre, in 14 diverse località.
Tra gli uomini il norvegese Johannes Høsflot Klæbo si è aggiudicato sia la coppa di cristallo, il trofeo assegnato al vincitore della classifica generale;  sia la Coppa di sprint; lo svizzero Dario Cologna ha vinto la Coppa di distanza. Martin Johnsrud Sundby era il detentore uscente della Coppa generale.
Tra le donne la norvegese Heidi Weng si è aggiudicata sia la coppa di cristallo, il trofeo assegnato alla vincitrice della classifica generale, sia la Coppa di distanza; la sua connazionale Maiken Caspersen Falla ha vinto la Coppa di sprint. La Weng era la detentrice uscente della Coppa generale.

## Uomini

### Risultati
| Data                              | Località                             | Nazione                  | Specialità  | Primo                                        | Secondo                               | Terzo                                 |
| --------------------------------- | ------------------------------------ | ------------------------ | ----------- | -------------------------------------------- | ------------------------------------- | ------------------------------------- |
| 24 novembre 2017 26 novembre 2017 | Kuusamo                              | Finlandia                | Ruka Triple | Johannes Høsflot Klæbo                       | Martin Johnsrud Sundby                | Aleksandr Bol'šunov                   |
| 2 dicembre 2017                   | Lillehammer                          | Norvegia                 | SP TC       | Johannes Høsflot Klæbo                       | Sergej Ustjugov                       | Aleksandr Bol'šunov                   |
| 3 dicembre 2017                   | Lillehammer                          | Norvegia                 | 30 km ST    | Johannes Høsflot Klæbo                       | Martin Johnsrud Sundby                | Hans Christer Holund                  |
| 9 dicembre 2017                   | Davos                                | Svizzera                 | SP TL       | Johannes Høsflot Klæbo                       | Federico Pellegrino                   | Aleksandr Bol'šunov                   |
| 10 dicembre 2018                  | Davos                                | Svizzera                 | 15 km TL    | Maurice Manificat                            | Sergej Ustjugov                       | Aleksandr Bol'šunov                   |
| 16 dicembre 2017                  | Dobbiaco                             | Italia                   | 15 km TL    | Simen Hegstad Krüger                         | Maurice Manificat                     | Andrew Musgrave                       |
| 17 dicembre 2017                  | Dobbiaco                             | Italia                   | 15 km TC PU | Johannes Høsflot Klæbo                       | Sergej Ustjugov                       | Aleksej Poltoranin                    |
| 30 dicembre 2017 7 gennaio 2018   | Lenzerheide Oberstdorf Val di Fiemme | Svizzera Germania Italia | Tour de Ski | Dario Cologna                                | Martin Johnsrud Sundby                | Alex Harvey                           |
| 13 gennaio 2018                   | Dresda                               | Germania                 | SP TL       | Federico Pellegrino                          | Johannes Høsflot Klæbo                | Lucas Chanavat                        |
| 14 gennaio 2018                   | Dresda                               | Germania                 | TS TL       | Italia I Dietmar Nöckler Federico Pellegrino | Svezia I Emil Jönsson Teodor Peterson | Russia I Andrej Krasnov Gleb Retivych |
| 20 gennaio 2018                   | Planica                              | Slovenia                 | SP TC       | Johannes Høsflot Klæbo                       | Emil Iversen                          | Teodor Peterson                       |
| 21 gennaio 2018                   | Planica                              | Slovenia                 | 15 km TC    | Aleksej Poltoranin                           | Johannes Høsflot Klæbo                | Calle Halfvarsson                     |
| 27 gennaio 2018                   | Seefeld in Tirol                     | Austria                  | SP TL       | Johannes Høsflot Klæbo                       | Lucas Chanavat                        | Calle Halfvarsson                     |
| 28 gennaio 2018                   | Seefeld in Tirol                     | Austria                  | 15 km TL MS | Dario Cologna                                | Alex Harvey                           | Martin Johnsrud Sundby                |
| 3 marzo 2018                      | Lahti                                | Finlandia                | SP TL       | Federico Pellegrino                          | Gleb Retivych                         | Johannes Høsflot Klæbo                |
| 4 marzo 2018                      | Lahti                                | Finlandia                | 15 km TC    | Aleksej Poltoranin                           | Aleksandr Bol'šunov                   | Iivo Niskanen                         |
| 7 marzo 2018                      | Drammen                              | Norvegia                 | SP TC       | Johannes Høsflot Klæbo                       | Eirik Brandsdal                       | Aleksandr Bol'šunov                   |
| 10 marzo 2018                     | Oslo                                 | Norvegia                 | 50 km TL MS | Dario Cologna                                | Martin Johnsrud Sundby                | Maksim Vylegžanin                     |
| 16 marzo 2018 18 marzo 2018       | Falun                                | Svezia                   | Finali      | Aleksandr Bol'šunov                          | Alex Harvey                           | Dario Cologna                         |

Legenda:

TC = tecnica classica

TL = tecnica libera

SP = sprint

PU = inseguimento

ST = skiathlon

TS = sprint a squadre

MS = partenza in linea

#### Competizioni intermedie
| Ruka Triple 2018  |                   |                   |                   |                        |                        |                        |
| Data              | Località          | Nazione           | Specialità        | Primo                  | Secondo                | Terzo                  |
| 24 novembre 2017  | Kuusamo           | Finlandia         | SP TC             | Johannes Høsflot Klæbo | Pål Golberg            | Calle Halfvarsson      |
| 25 novembre 2017  | Kuusamo           | Finlandia         | 15 km TC          | Johannes Høsflot Klæbo | Didrik Tønseth         | Iivo Niskanen          |
| 26 novembre 2017  | Kuusamo           | Finlandia         | 15 km TL PU       | Maurice Manificat      | Matti Heikkinen        | Hans Christer Holund   |
| Classifica finale | Classifica finale | Classifica finale | Classifica finale | Johannes Høsflot Klæbo | Martin Johnsrud Sundby | Aleksandr Bol'šunov    |
|                   |                   |                   |                   |                        |                        |                        |
| Tour de Ski 2018  |                   |                   |                   |                        |                        |                        |
| Data              | Località          | Nazione           | Specialità        | Primo                  | Secondo                | Terzo                  |
| 30 dicembre 2017  | Lenzerheide       | Svizzera          | SP TL             | Sergej Ustjugov        | Federico Pellegrino    | Lucas Chanavat         |
| 31 dicembre 2017  | Lenzerheide       | Svizzera          | 15 km TC          | Dario Cologna          | Aleksej Poltoranin     | Martin Johnsrud Sundby |
| 1º gennaio 2018   | Lenzerheide       | Svizzera          | 15 km TL PU       | Dario Cologna          | Sergej Ustjugov        | Aleksandr Bol'šunov    |
| 3 gennaio 2018    | Oberstdorf        | Germania          | SP TC             | annullata              | annullata              | annullata              |
| 4 gennaio 2018    | Oberstdorf        | Germania          | 15 km TL MS       | Emil Iversen           | Sindre Bjørnestad Skar | Francesco De Fabiani   |
| 6 gennaio 2018    | Val di Fiemme     | Italia            | 15 km TC MS       | Aleksej Poltoranin     | Andrej Lar'kov         | Alex Harvey            |
| 7 gennaio 2018    | Val di Fiemme     | Italia            | 9 km TL PU        | Martin Johnsrud Sundby | Maurice Manificat      | Denis Spicov           |
| Classifica finale | Classifica finale | Classifica finale | Classifica finale | Dario Cologna          | Martin Johnsrud Sundby | Alex Harvey            |
|                   |                   |                   |                   |                        |                        |                        |
| Finali 2018       |                   |                   |                   |                        |                        |                        |
| Data              | Località          | Nazione           | Specialità        | Primo                  | Secondo                | Terzo                  |
| 16 marzo 2018     | Falun             | Svezia            | SP TL             | Johannes Høsflot Klæbo | Federico Pellegrino    | Lucas Chanavat         |
| 17 marzo 2018     | Falun             | Svezia            | 15 km TC MS       | Aleksandr Bol'šunov    | Calle Halfvarsson      | Francesco De Fabiani   |
| 18 marzo 2018     | Falun             | Svezia            | 15 km TL PU       | Alex Harvey            | Hans Christer Holund   | Maksim Vylegžanin      |
| Classifica finale | Classifica finale | Classifica finale | Classifica finale | Aleksandr Bol'šunov    | Alex Harvey            | Dario Cologna          |

Legenda:

TC = tecnica classica

TL = tecnica libera

SP = sprint

PU = inseguimento

MS = partenza in linea

### Classifiche

#### Generale
| Pos. | Nome                   | Nazione    | Punti |
| ---- | ---------------------- | ---------- | ----- |
| 1    | Johannes Høsflot Klæbo | Norvegia   | 1409  |
| 2    | Dario Cologna          | Svizzera   | 1290  |
| 3    | Martin Johnsrud Sundby | Norvegia   | 1261  |
| 4    | Alex Harvey            | Canada     | 1179  |
| 5    | Aleksandr Bol'šunov    | Russia     | 1152  |
| 6    | Hans Christer Holund   | Norvegia   | 917   |
| 7    | Aleksej Poltoranin     | Kazakistan | 796   |
| 8    | Maurice Manificat      | Francia    | 763   |
| 9    | Emil Iversen           | Norvegia   | 635   |
| 10   | Federico Pellegrino    | Italia     | 613   |

#### Distanza
| Pos. | Nome                   | Nazione  | Punti |
| ---- | ---------------------- | -------- | ----- |
| 1    | Dario Cologna          | Svizzera | 698   |
| 2    | Martin Johnsrud Sundby | Norvegia | 657   |
| 3    | Hans Christer Holund   | Norvegia | 599   |
| 4    | Alex Harvey            | Canada   | 594   |
| 5    | Maurice Manificat      | Francia  | 586   |

#### Sprint
| Pos. | Nome                   | Nazione   | Punti |
| ---- | ---------------------- | --------- | ----- |
| 1    | Johannes Høsflot Klæbo | Norvegia  | 740   |
| 2    | Federico Pellegrino    | Italia    | 497   |
| 3    | Lucas Chanavat         | Francia   | 323   |
| 4    | Emil Iversen           | Norvegia  | 310   |
| 5    | Ristomatti Hakola      | Finlandia | 293   |

## Donne

### Risultati
| Data                              | Località                             | Nazione                  | Specialità  | Prima                                       | Seconda                           | Terza                                     |
| --------------------------------- | ------------------------------------ | ------------------------ | ----------- | ------------------------------------------- | --------------------------------- | ----------------------------------------- |
| 24 novembre 2017 26 novembre 2017 | Kuusamo                              | Finlandia                | Ruka Triple | Charlotte Kalla                             | Marit Bjørgen                     | Ragnhild Haga                             |
| 2 dicembre 2017                   | Lillehammer                          | Norvegia                 | SP TC       | Maiken Caspersen Falla                      | Krista Pärmäkoski                 | Sadie Bjornsen                            |
| 3 dicembre 2017                   | Lillehammer                          | Norvegia                 | 15 km ST    | Charlotte Kalla                             | Heidi Weng                        | Ragnhild Haga                             |
| 9 dicembre 2017                   | Davos                                | Svizzera                 | SP TL       | Stina Nilsson                               | Maiken Caspersen Falla            | Kikkan Randall                            |
| 10 dicembre 2018                  | Davos                                | Svizzera                 | 10 km TL    | Ingvild Flugstad Østberg                    | Ragnhild Haga                     | Krista Pärmäkoski                         |
| 16 dicembre 2017                  | Dobbiaco                             | Italia                   | 10 km TL    | Charlotte Kalla                             | Ragnhild Haga                     | Heidi Weng                                |
| 17 dicembre 2017                  | Dobbiaco                             | Italia                   | 10 km TC PU | Marit Bjørgen                               | Ingvild Flugstad Østberg          | Heidi Weng                                |
| 30 dicembre 2017 7 gennaio 2018   | Lenzerheide Oberstdorf Val di Fiemme | Svizzera Germania Italia | Tour de Ski | Heidi Weng                                  | Ingvild Flugstad Østberg          | Jessica Diggins                           |
| 13 gennaio 2018                   | Dresda                               | Germania                 | SP TL       | Hanna Falk                                  | Maja Dahlqvist                    | Sophie Caldwell                           |
| 14 gennaio 2018                   | Dresda                               | Germania                 | TS TL       | Svezia II Ida Ingemarsdotter Maja Dahlqvist | Svezia I Hanna Falk Stina Nilsson | Stati Uniti I Ida Sargent Sophie Caldwell |
| 20 gennaio 2018                   | Planica                              | Slovenia                 | SP TC       | Stina Nilsson                               | Kathrine Rolsted Harsem           | Maiken Caspersen Falla                    |
| 21 gennaio 2018                   | Planica                              | Slovenia                 | 10 km TC    | Krista Pärmäkoski                           | Charlotte Kalla                   | Heidi Weng                                |
| 27 gennaio 2018                   | Seefeld in Tirol                     | Austria                  | SP TL       | Sophie Caldwell Laurien van der Graaff      |                                   | Maiken Caspersen Falla                    |
| 28 gennaio 2018                   | Seefeld in Tirol                     | Austria                  | 10 km TL MS | Jessica Diggins                             | Heidi Weng                        | Ragnhild Haga                             |
| 3 marzo 2018                      | Lahti                                | Finlandia                | SP TL       | Maiken Caspersen Falla                      | Stina Nilsson                     | Hanna Falk                                |
| 4 marzo 2018                      | Lahti                                | Finlandia                | 10 km TC    | Krista Pärmäkoski                           | Natal'ja Neprjaeva                | Marit Bjørgen                             |
| 7 marzo 2018                      | Drammen                              | Norvegia                 | SP TC       | Maiken Caspersen Falla                      | Stina Nilsson                     | Jessica Diggins                           |
| 11 marzo 2018                     | Oslo                                 | Norvegia                 | 30 km TL MS | Marit Bjørgen                               | Jessica Diggins                   | Ragnhild Haga                             |
| 16 marzo 2018 18 marzo 2018       | Falun                                | Svezia                   | Finali      | Marit Bjørgen                               | Jessica Diggins                   | Sadie Bjornsen                            |

Legenda:

TC = tecnica classica

TL = tecnica libera

SP = sprint

PU = inseguimento

ST = skiathlon

TS = sprint a squadre

MS = partenza in linea

#### Competizioni intermedie
| Ruka Triple 2018  |                   |                   |                   |                          |                          |                          |
| Data              | Località          | Nazione           | Specialità        | Prima                    | Seconda                  | Terza                    |
| 24 novembre 2017  | Kuusamo           | Finlandia         | SP TC             | Stina Nilsson            | Sadie Bjornsen           | Julija Belorukova        |
| 25 novembre 2017  | Kuusamo           | Finlandia         | 10 km TC          | Marit Bjørgen            | Charlotte Kalla          | Ingvild Flugstad Østberg |
| 26 novembre 2017  | Kuusamo           | Finlandia         | 10 km TL PU       | Ragnhild Haga            | Heidi Weng               | Charlotte Kalla          |
| Classifica finale | Classifica finale | Classifica finale | Classifica finale | Charlotte Kalla          | Marit Bjørgen            | Ragnhild Haga            |
|                   |                   |                   |                   |                          |                          |                          |
| Tour de Ski 2018  |                   |                   |                   |                          |                          |                          |
| Data              | Località          | Nazione           | Specialità        | Prima                    | Seconda                  | Terza                    |
| 30 dicembre 2017  | Lenzerheide       | Svizzera          | SP TL             | Laurien van der Graaff   | Sophie Caldwell          | Maiken Caspersen Falla   |
| 31 dicembre 2017  | Lenzerheide       | Svizzera          | 10 km TC          | Ingvild Flugstad Østberg | Heidi Weng               | Sadie Bjornsen           |
| 1º gennaio 2018   | Lenzerheide       | Svizzera          | 10 km TL PU       | Ingvild Flugstad Østberg | Heidi Weng               | Jessica Diggins          |
| 3 gennaio 2018    | Oberstdorf        | Germania          | SP TC             | annullata                | annullata                | annullata                |
| 4 gennaio 2018    | Oberstdorf        | Germania          | 10 km TL MS       | Ingvild Flugstad Østberg | Maiken Caspersen Falla   | Krista Pärmäkoski        |
| 6 gennaio 2018    | Val di Fiemme     | Italia            | 10 km TC MS       | Heidi Weng               | Krista Pärmäkoski        | Teresa Stadlober         |
| 7 gennaio 2018    | Val di Fiemme     | Italia            | 9 km TL PU        | Heidi Weng               | Teresa Stadlober         | Jessica Diggins          |
| Classifica finale | Classifica finale | Classifica finale | Classifica finale | Heidi Weng               | Ingvild Flugstad Østberg | Jessica Diggins          |
|                   |                   |                   |                   |                          |                          |                          |
| Finali 2018       |                   |                   |                   |                          |                          |                          |
| Data              | Località          | Nazione           | Specialità        | Prima                    | Seconda                  | Terza                    |
| 16 marzo 2018     | Falun             | Svezia            | SP TL             | Hanna Falk               | Jonna Sundling           | Marit Bjørgen            |
| 17 marzo 2018     | Falun             | Svezia            | 10 km TC MS       | Krista Pärmäkoski        | Marit Bjørgen            | Ingvild Flugstad Østberg |
| 18 marzo 2018     | Falun             | Svezia            | 10 km TL PU       | Jessica Diggins          | Ragnhild Haga            | Marit Bjørgen            |
| Classifica finale | Classifica finale | Classifica finale | Classifica finale | Marit Bjørgen            | Jessica Diggins          | Sadie Bjornsen           |

Legenda:

TC = tecnica classica

TL = tecnica libera

SP = sprint

PU = inseguimento

MS = partenza in linea

### Classifiche

#### Generale
| Pos. | Nome                     | Nazione     | Punti |
| ---- | ------------------------ | ----------- | ----- |
| 1    | Heidi Weng               | Norvegia    | 1476  |
| 2    | Jessica Diggins          | Stati Uniti | 1436  |
| 3    | Ingvild Flugstad Østberg | Norvegia    | 1414  |
| 4    | Krista Pärmäkoski        | Finlandia   | 1220  |
| 5    | Marit Bjørgen            | Norvegia    | 1078  |
| 6    | Sadie Bjornsen           | Stati Uniti | 956   |
| 7    | Charlotte Kalla          | Svezia      | 934   |
| 8    | Teresa Stadlober         | Austria     | 888   |
| 9    | Ragnhild Haga            | Norvegia    | 808   |
| 10   | Kerttu Niskanen          | Finlandia   | 757   |

#### Distanza
| Pos. | Nome                     | Nazione     | Punti |
| ---- | ------------------------ | ----------- | ----- |
| 1    | Heidi Weng               | Norvegia    | 818   |
| 2    | Ingvild Flugstad Østberg | Norvegia    | 755   |
| 3    | Jessica Diggins          | Stati Uniti | 723   |
| 4    | Krista Pärmäkoski        | Finlandia   | 656   |
| 5    | Marit Bjørgen            | Norvegia    | 636   |

#### Sprint
| Pos. | Nome                   | Nazione     | Punti |
| ---- | ---------------------- | ----------- | ----- |
| 1    | Maiken Caspersen Falla | Norvegia    | 573   |
| 2    | Stina Nilsson          | Svezia      | 495   |
| 3    | Sophie Caldwell        | Stati Uniti | 396   |
| 4    | Hanna Falk             | Svezia      | 331   |
| 5    | Laurien van der Graaff | Svizzera    | 295   |